# Hebyåsen
Hebyåsen är ett naturreservat i Katrineholms kommun i Södermanlands län.
Området är naturskyddat sedan 1959 och är 11 hektar stort. Reservatet omfattar delar av en rullstensås och delar av sjön Kvarnsjön.
I södra delen av reservatet är åsens branta västslänt bevuxen med gles äldre tall och buskar. Fältskiktet domineras av skogsfibblor, med inslag av tjärblomster, bockrot, smultron och enstaka brudbröd. Området har tidigare betats under lång tid, men är nu stadd i igenväxning. Norra delen av reservatet består av sluten lövblandad barrskog, med inslag av hassel. Längs strandkanten finns sumpskog med bland annat björk och al.
Ovanpå åsen löper en gammal grusväg. Sträckningen är delvis densamma sedan minst 1600-tal. Där Lerbo-Värnaån bryter igenom åsen är vattendraget stensatt, vilket påminner om kvarnverksamheten som gett sjön sitt namn. Det har funnits kvarn vid Kvarnsjön minst sedan 1600-talet.  I norra delen av reservatet finns även en stensättning, som dock är svår att hitta.
Det finns ingen bilparkering och inga iordningställda stigar i reservatet. Tillgänglig enskild väg passerar i norra reservatsgränsen. Observera att all mark som ingår i reservatet är privatägd och att även tomtmark ingår.